# Тур Азербайджана 2014
Тур Азербайджана 2014 (азерб. 2014 Azərbaycan Turu) — многоэтапная велосипедная гонка категории 2.1 в рамках UCI Europe Tour, которая прошла с 7 по 11 мая 2014 года в Азербайджане. Победителем стал российский велогонщик Ильнур Закарин.

## Статус
Международный союз велосипедистов учитывая высокий уровень проведения соревнования Тур де Азербайджан в 2013 году, повысил статус гонки, которая проводилась в категории 2.2. В 2014 году велогонка пройдет в категории 2.1., что даст возможность для участия в турнире не только континентальных команд.

## Участники
По прогнозам организаторов, в целом в «Тур де Азербайджан-2014» ожидается участие около 20 команд.
| UCI Professional Continental Teams (8)- MTN-Qhubeka - Team Novo Nordisk - Neri Sottoli - RusVelo - Androni Giocattoli-Venezuela - CCC Polsat Polkowice - Caja Rural–Seguros RGA - Drapac Professional Cycling UCI Continental Teams (16)- Torku Şekerspor - Synergy Baku Cycling Project - Astana Continental - Itera-Katusha - Kolss - Alpha Baltic-Unitymarathons.com - An Post-ChainReaction - La Pomme Marseille 13 - Adria Mobil - Giant-Shimano Development - China Huasen - Rapha Condor JLT - Leopard Development - Gebrüder Weiss-Oberndorfer - Tusnad - Rad-net Rose Национальная сборная- Австралия |
| |

## Маршрут
Даты проведения и маршруты этапов стал известны к 26 марта 2014 года. Тур начался 7 мая и включал в себя пять этапов. Первый этап стартовал в Баку и завершился в Сумгаите, а остальные этапы охватили как столицу, так и регионы. Общая протяженность всех этапов составила около 840 км.
| Этап | Дата   | Маршрут          | type      | Длина (км) | Победитель        | Лидер генеральной классификации |
| ---- | ------ | ---------------- | --------- | ---------- | ----------------- | ------------------------------- |
| 1    | 7 май  | Баку – Сумгаит   | холмистый | 154        | Кенни Ван Хуммель | Кенни Ван Хуммель               |
| 2    | 8 май  | Баку – Исмаиллы  | холмистый | 187        | Примож Роглич     | Уильям Кларк                    |
| 3    | 9 май  | Габала – Габала  | горный    | 180        | Юсеф Региги       | Уильям Кларк                    |
| 4    | 10 май | Габала – Пиркули | горный    | 115        | Линус Гердеман    | Ильнур Закарин                  |
| 5    | 11 май | Баку – Баку      | холмистый | 202        | Жюстен Жюль       | Ильнур Закарин                  |

## Лидеры классификаций
| Этап |           | Победитель _      | Генеральная классификация _ |
| ---- | --------- | ----------------- | --------------------------- |
| 1    | холмистый | Кенни Ван Хуммель | Кенни Ван Хуммель           |
| 2    | холмистый | Примож Роглич     | Уильям Кларк                |
| 3    | горный    | Юсеф Региги       | Уильям Кларк                |
| 4    | горный    | Линус Гердеман    | Ильнур Закарин              |
| 5    | холмистый | Жюстен Жюль       | Ильнур Закарин              |
| Итог | Итог      |                   | Ильнур Закарин              |

## Итоговое положение
| \| Генеральная классификация \| Генеральная классификация \| Генеральная классификация \| Генеральная классификация \| Генеральная классификация \| \| Гонщик \| Гонщик \| Команда \| Время \| \| \| ------------------------- \| ------------------------- \| ------------------------- \| ------------------------- \| ------------------------- \| \| 1-й \| Ильнур Закарин \| RusVelo \| 20ч 36' 24 \| \| \| 2-й \| Виталий Буц \| Kolss \| + 1' 52 \| \| \| 3-й \| Даррен Лапторне \| \| + 1' 57 \| \| |                 |         |            |
| |                 |         |            |
| |                 |         |            |
| Генеральная классификация |                 |         |            |
| Гонщик | Гонщик          | Команда | Время      |
| 1-й | Ильнур Закарин  | RusVelo | 20ч 36' 24 |
| 2-й | Виталий Буц     | Kolss   | + 1' 52    |
| 3-й | Даррен Лапторне |         | + 1' 57    |

| Очковая классификация | Очковая классификация | Очковая классификация | Очковая классификация | Очковая классификация |
| Гонщик                | Гонщик                | Команда               | Очки                  |                       |
| --------------------- | --------------------- | --------------------- | --------------------- | --------------------- |
| 1-й                   | Виталий Буц           | Kolss                 | 115 очков             |                       |
| 2-й                   | Матей Мугерли         |                       | 75 очков              |                       |
| 3-й                   | Юсеф Региги           | MTN-Qhubeka           | 73 очков              |                       |

| Очковая классификация | Очковая классификация | Очковая классификация | Очковая классификация | Очковая классификация |
| Гонщик                | Гонщик                | Команда               | Очки                  |                       |
| --------------------- | --------------------- | --------------------- | --------------------- | --------------------- |
| 1-й                   | Виталий Буц           | Kolss                 | 115 очков             |                       |
| 2-й                   | Матей Мугерли         |                       | 75 очков              |                       |
| 3-й                   | Юсеф Региги           | MTN-Qhubeka           | 73 очков              |                       |

| Горная классификация | Горная классификация | Горная классификация | Горная классификация | Горная классификация |
| Гонщик               | Гонщик               | Команда              | Очки                 |                      |
| -------------------- | -------------------- | -------------------- | -------------------- | -------------------- |
| 1-й                  | Линус Гердеман       | MTN-Qhubeka          | 33 очков             |                      |
| 2-й                  | Ильнур Закарин       | RusVelo              | 27 очков             |                      |
| 3-й                  | Виталий Буц          | Kolss                | 21 очков             |                      |

| Горная классификация | Горная классификация | Горная классификация | Горная классификация | Горная классификация |
| Гонщик               | Гонщик               | Команда              | Очки                 |                      |
| -------------------- | -------------------- | -------------------- | -------------------- | -------------------- |
| 1-й                  | Линус Гердеман       | MTN-Qhubeka          | 33 очков             |                      |
| 2-й                  | Ильнур Закарин       | RusVelo              | 27 очков             |                      |
| 3-й                  | Виталий Буц          | Kolss                | 21 очков             |                      |

| Командная классификация по времени | Командная классификация по времени | Командная классификация по времени | Командная классификация по времени |
| Команда                            | Команда                            | Время                              |                                    |
| ---------------------------------- | ---------------------------------- | ---------------------------------- | ---------------------------------- |
| 1-й                                | Kolss                              | 61ч 57' 00                         |                                    |
| 2-й                                | Adria Mobil                        | + 1' 35                            |                                    |
| 3-й                                | Caja Rural–Seguros RGA             | + 2' 34                            |                                    |